# Eumaiochoerus etruscus
L'eumaiochero (Eumaiochoerus etruscus) è un mammifero artiodattilo appartenente ai suidi. Visse nel Miocene superiore (circa 8 - 6 milioni di anni fa) e i suoi resti fossili sono stati ritrovati in Italia.

## Descrizione
Questo animale era simile a un piccolo cinghiale. Il corpo era sorretto da zampe piuttosto allungate, e alcune caratteristiche del cranio lo distinguevano da altre forme di suidi simili e contemporanei. Il cranio era dotato di un muso piuttosto corto, di incisivi superiori allungati e spatolati, e di piccole zanne inferiori a forma di scalpello. Anche i molari erano allungati. La mandibola, inoltre era piuttosto bassa e l'orbita era insolitamente elevata. La taglia di Eumaiochoerus era piuttosto ridotta (circa il 25% in meno rispetto a quella dell'assai simile Microstonyx, forse un suo antenato) rispetto a quella di molti altri suidi del periodo.

## Classificazione
I primi fossili di questo animale, provenienti dal giacimento di Montebamboli in Toscana, vennero descritti per la prima volta da Giovanni Michelotti nel 1861 con il nome di Sus etruscus. Successivamente altri fossili rinvenuti nella zona vennero citati in letteratura con i nomi di Sus choeroides e Microstonyx choeroides. Solo nel 1982 una ridescrizione operata da Hürzeler permise di riconoscere questi fossili come appartenenti a un genere di suide a sé stante, Eumaiochoerus.
Le vicissitudini tassonomiche di Eumaiochoerus etruscus continuarono, quando l'esemplare tipo andò perduto. Pur restandone un calco in gesso nelle collezioni del Museo di Paleontologia dell'Università di Roma, il Codice di Nomenclatura Zoologica non prevede che un olotipo perduto sia sostituito da una sua replica. Fu così necessario individuare un neotipo. Questo fu scelto nel 1997 dai paleontologi Paul Mazza e Marco Rustioni tra le collezioni storiche fiorentine, considerando materiale probabilmente preso in visione dallo stesso Giovanni Michelotti, l'originario autore della specie. 

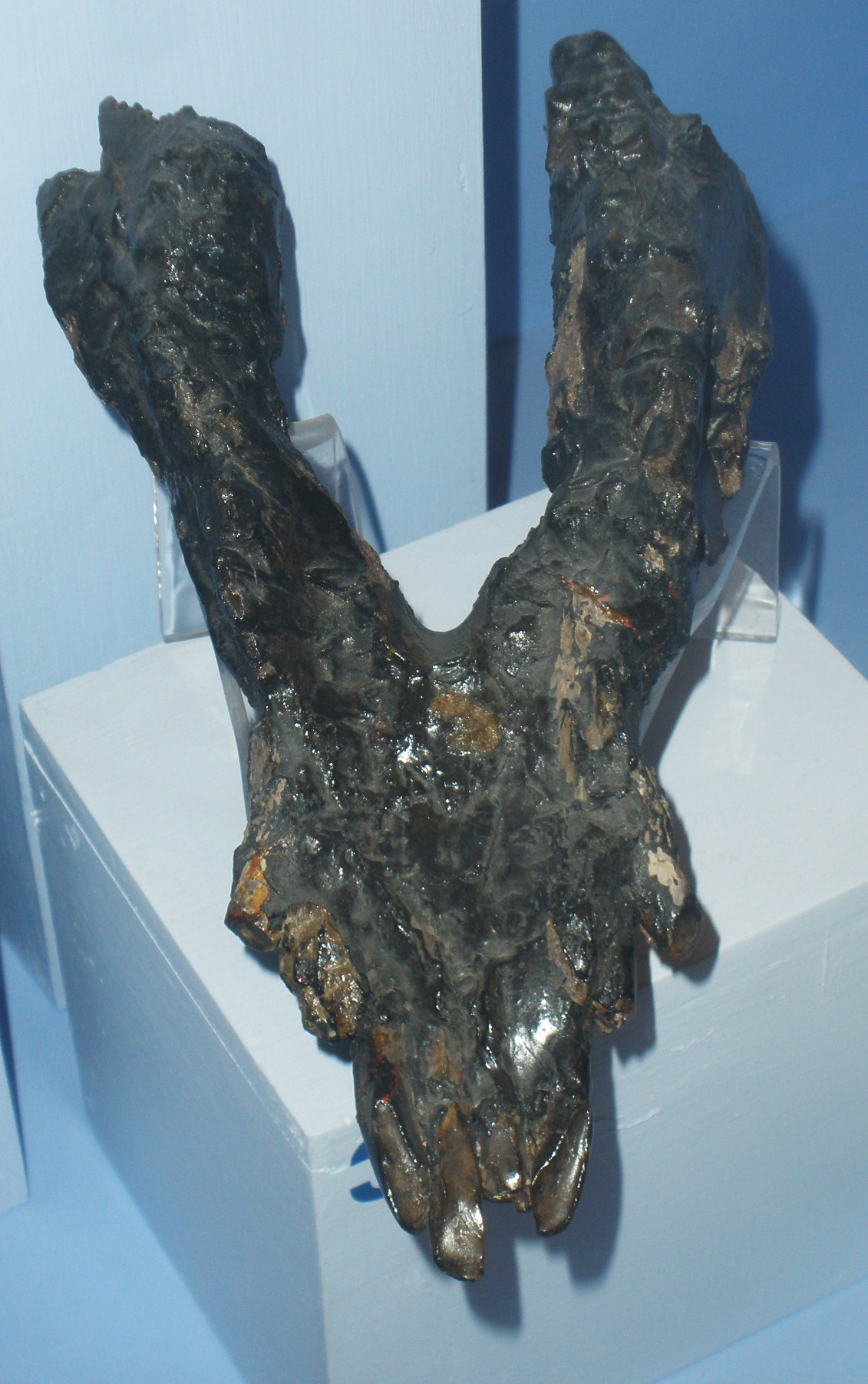
Mandibola di Eumaiochoerus etruscus

Ulteriori resti fossili di Eumaiochoerus vennero alla luce nel sito di Fiume Santo, in Sardegna (Abbazzi et al., 2008).
Eumaiochoerus rappresenta una linea evolutiva di suidi facenti parte di una fauna endemica della paleobioprovincia Tosco-Sarda. Questi animali sviluppatisi in isolamento derivarono probabilmente da Microstonyx, uno dei primi rappresentanti della sottofamiglia Suinae e vicino all'origine dei cinghiali attuali.

## Paleoecologia
I fossili di Eumaiochoerus si rinvengono in Toscana e in Sardegna assieme a quelli di numerosi altri mammiferi, tra cui giraffidi (Umbriotherium), bovidi (Maremmia), primati (Oreopithecus). Questa fauna peculiare abitava una grande isola, nota come Tusco-sarda, che si formò nel corso del Miocene medio (circa 12 milioni di anni fa). Qui si sviluppò una fauna endemica sostanzialmente priva di predatori (gli unici carnivori noti sono un coccodrillo, alcune lontre e un orso probabilmente quasi vegetariano, Indarctos anthracitis). Quando, circa 6,5 milioni di anni fa, quest'isola si ricollegò al continente, la fauna endemica venne a contatto con grandi predatori specializzati quali Metailurus e Machairodus, che in breve tempo la portarono all'estinzione.